# Jagged Little Pill
Jagged Little Pill è il terzo album in studio della cantante canadese Alanis Morissette ed è il suo primo lavoro pubblicato in tutto il mondo. L'album uscì il 13 giugno 1995, con etichetta Maverick Records e ha venduto, ad oggi, 33 milioni di copie in tutto il mondo.
Morissette cominciò la registrazione dell'album dopo essersi trasferita a Toronto in Canada, terminandola a Los Angeles negli Stati Uniti, dove conobbe il produttore discografico Glen Ballard. L'album fu subito un successo discografico piazzandosi al primo posto nella classifica dei dischi più venduti in Canada e Stati Uniti per diverse settimane, diventando l'album più venduto degli anni novanta.
Lo stile del disco è orientato all'alternative rock ed al post-grunge: i due generi si fondono con naturalezza, restando in perfetto equilibrio tra loro, con il primo che prevale nelle melodie ed il secondo che ne caratterizza, invece, gli accompagnamenti strumentali. I testi dei brani sono perlopiù intimistici, interpretati con voce graffiante ed emotiva.
Ai Grammy Awards del 1996 vinse il premio come Best Rock Album e Record of the Year, facendo della ventunenne Morissette, all'epoca, la più giovane artista ad aver ricevuto il principale riconoscimento. Inoltre il singolo You Oughta Know si aggiudicò i premi di Best Rock Song e Best Female Rock Vocal Performance.

## Antefatti
Nel 1991, la cantante ha pubblicato il suo album di debutto Alanis con la MCA Records, il quale è stato premiato con il disco di platino in Canada. Il secondo album Now Is the Time ha venduto poco più che la metà delle copie del primo. Terminato il contratto per due album, Morissette è rimasta senza una casa discografica. Nel 1993, è stata introdotta dall'editore della MCA, Leeds Levy, al manager Scott Welch. Egli ha raccontato a HitQuarters di essere rimasto colpito dalla sua "voce spettacolare", il suo carattere ed i suoi testi. All'epoca la cantante viveva ancora con i genitori a Ottawa. Insieme hanno deciso che sarebbe stato meglio per la sua carriera trasferirsi a Toronto e iniziare a scrivere con altre persone.
Dopo essersi diplomata, Morissette si è trasferita. Il suo editore ha finanziato parte del suo percorso, e quando lei ha incontrato il produttore e compositore Glen Ballard, ha creduto nel suo talento abbastanza da permetterle di usare il suo studio. I due hanno scritto e registrato il primo album pubblicato a livello internazionale della cantante, Jagged Little Pill, e nella primavera del 1995 hanno firmato un contratto con la Maverick Records. Secondo Welch, tutte le etichette a cui si rivolgevano rifiutavano il lavoro eccetto la Maverick.

## Registrazione

Jagged Little Pill è stato registrato a Hollywood dopo il trasferimento della cantante e l'incontro con Glen Ballard.

Morissette ha composto l'intero album con Glen Ballard, che ha anche assunto il ruolo di produttore. Le sessioni demo di registrazione sono iniziate nello studio casalingo di Ballard nel 1994 e comprendevano solo la cantante e il produttore, che registravano le canzoni mentre venivano scritte. Ballard ha fornito le tracce base, suonando le chitarre, le tastiere e programmando le drum machine, e Morissette ha suonato l'armonica a bocca. Il duo ha cercato di scrivere e registrare una canzone al giorno, in turni di dodici o sedici ore, con minime sovraincisioni in seguito. Tutte le parti cantate dell'album rispettano questa regola, ciascuna registrata in una o due riprese. Le tracce che sono state rifatte in seguito in uno studio professionale hanno utilizzato le voci demo originali.
Ballard ha incontrato Morissette nel 1994 quando la casa editrice li ha accoppiati. Secondo Ballard, la connessione è stata "istantanea", e dopo trenta minuti dall'incontro avevano iniziato a sperimentare con suoni diversi nello studio casalingo del produttore a San Fernando Valley, in California. Ballard ha anche dichiarato a Rolling Stone: "Mi ero appena connesso a lei come persona, e quasi a margine, è stato del tipo 'Caspita, hai 19 anni?' Era così intelligente e pronta a correre il rischio di fare qualcosa che avrebbe potuto non avere riscontri commerciali. Anche se c'era qualche domanda su cosa voleva fare musicalmente, sapeva cosa non voleva fare, che era tutto ciò non fosse autentico e dal suo cuore." La prima traccia che la coppia ha scritto è stata The Bottom Line, la quale non è stata inclusa nella versione iniziale dell'album, ma è stata inserita nella riedizione del 2015. La canzone è stata scritta in un'ora, subito dopo il loro incontro.
Il singolo di maggior successo del disco, Ironic è stata la terza traccia scritta per l'album. In un'intervista con Billboard, Ballard ha spiegato come lui e Morissette si sono incontrati e come è stato composto il brano: "Ti dico che in 15 minuti eravamo lì - stavamo scrivendo. Ironic è stata la terza canzone che abbiamo scritto. Oh signore, ci stavamo solo divertendo. Ho pensato 'Non so cosa sia - che genere sia - chi lo sa? È semplicemente buono'."
Il singolo di lancio, You Oughta Know, ha la chitarra di Dave Navarro e il basso di Flea dei Red Hot Chili Peppers. La canzone era stata scritta con una strumentazione diversa; ai due è stato quindi chiesto di riscrivere la musica - qualcosa che Navarro ha descritto come "Molto simile a un remix... La struttura della canzone era a posto ma non c'erano tracce guida, avevamo solo la voce su cui lavorare. Ci siamo solo divertiti e improvvisato finché non abbiamo trovato qualcosa di cui entrambi eravamo felici. Anche Alanis era contenta."
La prima canzone ad essere presentata alla casa discografica è stata Perfect, con un semplice arrangiamento contenente solo la voce di Morissette e la chitarra acustica di Ballard. Nel dicembre 1994, prima che la cantante firmasse un contratto con la Maverick Records, il duo ha portato i demo in studio e iniziato a lavorare su arrangiamenti completi per cinque canzoni: You Oughta Know, Right Through You, Forgiven, Wake Up e Mary Jane.

## Pubblicazione e promozione

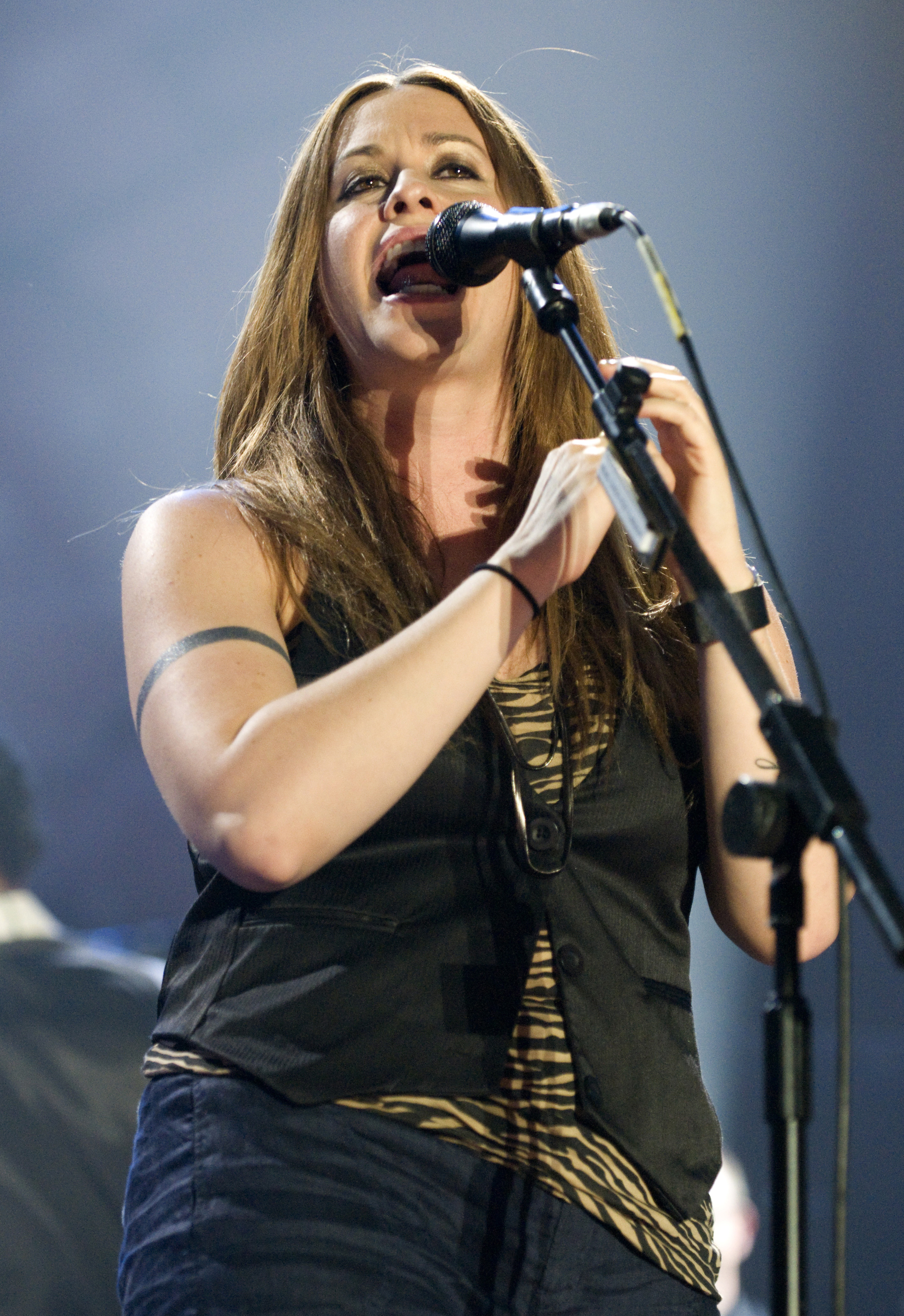
Alanis Morissette live a Barcellona (giugno 2008).

La Maverick Records ha pubblicato Jagged Little Pill a livello internazionale nel 1995. L'aspettativa dell'album era vendere abbastanza da permettere alla cantante di realizzare un seguito, ma la situazione è cambiata rapidamente quando KROQ-FM, un'influente stazione radio rock di Los Angeles, ha cominciato a trasmettere You Oughta Know, il singolo di lancio del disco. Il brano ha immediatamente attirato l'attenzione per i suoi testi espliciti e graffianti, e il conseguente video musicale è andato in forte rotazione su MTV e MuchMusic in Canada.
Dopo You Oughta Know, gli altri singoli che hanno contribuito a portare Jagged Little Pill in cima alla classifica americana Billboard 200, sono stati Hand in My Pocket e Ironic, quest'ultimo diventato il maggior successo della cantante, grazie anche al video premiato come "Miglior video di un'artista femminile" agli MTV Video Music Awards 1996. Gli ultimi due singoli, You Learn e Head Over Feet, hanno tenuto l'album tra le prime posizioni della classifica per oltre un anno.
Jagged Little Pill è stato promosso da un tour mondiale di diciotto mesi, che ha visto la partecipazione dei Radiohead. Nel 1997, è stato pubblicato un VHS e DVD intitolato Jagged Little Pill, Live che è stato premiato con un Grammy Award al "Miglior film musicale".
Nel 2005, Morissette ha registrato una versione acustica del disco, Jagged Little Pill Acoustic, per celebrare la prima decade trascorsa dall'uscita. L'album è stato distribuito in anteprima solo nei negozi Starbucks, scatenando le proteste dei rivenditori HMV che per alcune settimane hanno tolto dai loro negozi l'intero catalogo della cantante.
Il 30 ottobre 2015, Jagged Little Pill è stato ristampato in edizione speciale per il ventesimo anniversario. La "Collector's Edition" include una versione rimasterizzata dell'album e un disco di 10 demo inediti, selezionati dall'artista per offrire una visione più profonda e personale del lavoro originale. Sono presenti anche altri due dischi, l'album del 2005 Jagged Little Pill Acoustic e il concerto Live at Subterranea, London del 28 settembre 1995, mai pubblicato finora.
Nel 2020 era stato organizzato un tour celebrativo per il venticinquesimo anniversario di Jagged Little Pill, posticipato di un anno a causa della pandemia di COVID-19.

## Accoglienza
| Recensione                    | Giudizio       |
| ----------------------------- | -------------- |
| AllMusic                      |                |
| Chicago Tribune               |                |
| Christgau's Consumer Guide    | B+             |
| Entertainment Weekly          | C+             |
| Los Angeles Times             |                |
| New Musical Express           | 7/10           |
| The Philadelphia Inquirer     |                |
| Q                             |                |
| The Rolling Stone Album Guide |                |
| USA Today                     |                |
| Ondarock                      | Pietra Miliare |

Jagged Little Pill è stato generalmente ben accolto dalla critica musicale. Il giornalista del Los Angeles Times Steve Hochman ha trovato che pochi artisti hanno esplorato "giochi emotivi estremi" in modo così "sorprendente" come Morissette, che ha visto come "un talento fresco, a metà strada, diciamo, tra Sinéad O'Connor e Liz Phair, che è determinato a esprimere i suoi sentimenti, con un brontolio così come un sorriso." Anne Ayers di USA Today ha detto che Morissette "coinvolge con una capacità di cantare matura e sicura e una scrittura acuta", mentre il critico del Philadelphia Inquirer Tom Moon l'ha descritta come "saggia oltre i suoi anni, determinata a smascherare l'ipocrisia che incontra ad ogni angolo." Robert Christgau di The Village Voice ha scritto che Morissette è "felice di aiutare 15 milioni di ragazze di varie età a fare i conti con una verità femminista di base: anche gli impostori patentati hanno problemi di identità. Per non parlare dei problemi dell'uomo." In una recensione retrospettiva, Stephen Thomas Erlewine di AllMusic ha evidenziato la natura intensamente personale dei testi di Morissette e ha trovato "notevole" che l'album abbia "toccato un accordo comprensivo con milioni di ascoltatori, perché è così caparbiamente, decisamente insulare." Erlewine ha concluso: "Lucida com'è la musica, i testi sono genuini e Morissette esplora senza battere ciglio emozioni così comuni che la maggior parte delle persone si vergognerebbe ad articolare."
Altri critici sono stati meno benevoli. David Browne di Entertainment Weekly gli ha dato una recensione tiepida, definendo l'album "duro da digerire", in quanto, "Ciò che suona accattivante per un singolo finisce per stancare su di un intero album. Gli arrangiamenti del produttore e coautore Glen Ballard sono miscele goffe di musica alternativa d'atmosfera e arena rock esibizionista, e la ventunenne Morissette tende a sovrastare selvaggiamente ogni altro piano." Greg Kot del Chicago Tribune ha invece scritto che Morissette "lotta per la catarsi ma spesso suona semplicemente istrionica".
Rolling Stone lo ha inserito al 45º posto nella lista dei 100 migliori album del decennio, commentando: "Jagged Little Pill è come una versione anni novanta di Tapestry di Carole King: una donna che usa la sua semplice voce soft-rock per setacciare il relitto emotivo della sua giovinezza, con tanto cuore e mestiere da far sentire a innumerevoli ascoltatori la terra che si muove."
Per Ondarock il successo è "merito di canzoni piene d'energia, che la vedono nei panni di una ragazzina ribelle alle prese con maschi prepotenti e sleali [dove] Morissette recita la parte di un'adolescente perennemente in bilico tra momenti di struggente malinconia ed esplosioni di rabbia."

## Eredità
L'album ha ricevuto numerosi premi e riconoscimenti. Morissette ha vinto sei Juno Awards nel 1996, tra cui album dell'anno, singolo dell'anno per You Oughta Know, cantante femminile dell'anno e miglior album rock. Ai Grammy Awards del 1996, è stata premiata per la "Miglior interpretazione vocale rock femminile", "Miglior canzone rock" (entrambe per You Oughta Know), "Miglior album rock" e "Album dell'anno". Ironic è stata nominata come "Registrazione dell'anno" e "Miglior videoclip" ai Grammy Awards del 1997, e ha ricevuto il premio di singolo dell'anno ai Juno Awards nel 1997. La videocassetta Jagged Little Pill, Live, che è stata co-diretta da Morissette e ha raccontato la maggior parte del suo tour, è stata premiata per il "Miglior film musicale" ai Grammy Awards del 1998.
Nel 2000 è stato inserito al 51º posto nel volume All Time Top 1000 Albums di Colin Larkin. Nel 2003 Rolling Stone lo ha classificato al 327º posto nella lista dei 500 migliori album di sempre (salito al 69º posto in seguito all'aggiornamento del 2020). Rolling Stone lo ha anche inserito nella lista dei 50 migliori album rock femminili. L'album è stato incluso nel libro 1001 Albums You Must Hear Before You Die. Il 25 dicembre 1999 è stato dichiarato da Billboard l'album più venduto degli anni novanta.
Il successo di Morissette ha aperto la strada ad altre cantanti femminili come Shakira, Tracy Bonham, Meredith Brooks, e nei primi anni duemila, Pink, Michelle Branch, e la collega canadese Avril Lavigne. La cantante americana Katy Perry cita Jagged Little Pill come una significativa fonte d'ispirazione musicale, definendolo "il più perfetto disco femminile mai realizzato". Per Kelly Clarkson: "Alanis ha oltrepassato il confine di ciò di cui parlano le donne nelle canzoni [...] Mi ha reso un cantante migliore."

## Adattamento teatrale
Nel novembre 2013 è stato annunciato l'adattamento musical di Jagged Little Pill con la collaborazione del direttore d'orchestra Tom Kitt. Nel maggio 2017 è stata rivelata la data della première.
Lo spettacolo ha debuttato all'American Repertory Theater di Cambridge, in Massachusetts, il 5 maggio 2018. La regia è di Diane Paulus, le coreografie di Sidi Larbi Cherkaoui, mentre il libretto è di Diablo Cody.

## Tracce
Album originale (1995)
Testi di Alanis Morissette, musiche di Alanis Morissette e Glen Ballard.
1. All I Really Want – 4:45
2. You Oughta Know – 4:09
3. Perfect – 3:08
4. Hand in My Pocket – 3:42
5. Right Through You – 2:56
6. Forgiven – 5:00
7. You Learn – 4:00
8. Head Over Feet – 4:27
9. Mary Jane – 4:41
10. Ironic – 3:50 (testo: Alanis Morissette e Glen Ballard)
11. Not the Doctor – 3:48
12. Wake Up – 4:54
13. You Oughta Know (Jimmy the Saint Blend) – 8:13 – Your House (traccia fantasma)

### "20th Anniversary Collector's Edition" (2015)
Disco 2: Demos
1. The Bottom Line – 4:11
2. Superstar Wonderful Weirdos – 4:23 (Morissette, Ballard, Terrance Sawchuk)
3. Closer Than You Might Believe – 3:35
4. No Avalon – 4:21
5. Comfort – 4:05 (Morissette, Ballard, Terrance Sawchuk)
6. Gorgeous – 4:03
7. King of Intimidation – 3:19
8. Death of Cinderella – 3:15
9. London – 4:32
10. These Are the Thoughts – 3:16

## Musicisti
- Alanis Morissette - voce, armonica a bocca
- Glen Ballard - chitarra, tastiere
- Basil Fung - chitarra in Perfect e Ironic
- Michael Landau - chitarra in Forgiven
- Joel Shearer - chitarra in Right Through You
- Dave Navarro - chitarra in You Oughta Know
- Benmont Tench - organo
- Michael Thompson - organo
- Lance Morrison - basso
- Flea - basso in You Oughta Know
- Rob Ladd - batteria, percussioni
- Matt Laug - batteria
- Gota Yashiki - drum machine

## Successo commerciale
Jagged Little Pill è uno degli album di maggior successo degli anni novanta. Negli Stati Uniti ha debuttato al 117º posto della Billboard 200 per poi raggiungere la prima posizione nell'ottobre 1995, quasi tre mesi dopo la sua pubblicazione. Morisette è diventata la prima cantante canadese a raggiungere la vetta della classifica statunitense. L'album ha mantenuto la prima posizione per un totale di dodici settimane ed è stato certificato sedici volte disco di platino dalla Recording Industry Association of America nel luglio 1998. All'epoca Morissette deteneva il record di artista più giovane ad aver superato i dieci milioni di copie vendute con un solo album, fino a quando non è stata superata da Britney Spears con ...Baby One More Time (1999). Nel giugno 2015 è diventato uno dei soli tre album ad aver venduto almeno 15 milioni di copie negli Stati Uniti da quando è stato introdotto il sistema di tracciatura Nielsen SoundScan nel 1991.
L'album ha inoltre raggiunto la prima posizione della classifica in Canada, vendendo oltre due milioni di copie che gli hanno consentito di guadagnare due dischi di diamante. In Australia ha mantenuto la vetta della classifica per dieci settimane consecutive ed ha probabilmente superato il milione di copie vendute. Nel Regno Unito ha stazionato in classifica per un totale di 222 settimane di cui undici al primo posto. La British Phonographic Industry lo ha certificato dieci volte disco di platino con tre milioni di copie vendute. In Italia, secondo i dati forniti dalla rivista Musica e dischi, è stato il terzo album più venduto durante il 1996 con circa 460 000 copie.

## Classifiche

### Classifiche settimanali
| Classifica (1995/96) | Posizione massima |
| -------------------- | ----------------- |
| Australia            | 1                 |
| Austria              | 2                 |
| Belgio (Fiandre)     | 1                 |
| Belgio (Vallonia)    | 2                 |
| Canada               | 1                 |
| Danimarca            | 1                 |
| Europa               | 1                 |
| Finlandia            | 1                 |
| Francia              | 6                 |
| Germania             | 3                 |
| Irlanda              | 1                 |
| Italia               | 2                 |
| Norvegia             | 3                 |
| Nuova Zelanda        | 1                 |
| Paesi Bassi          | 1                 |
| Portogallo           | 1                 |
| Regno Unito          | 1                 |
| Spagna               | 3                 |
| Stati Uniti          | 1                 |
| Svezia               | 1                 |
| Svizzera             | 2                 |

### Classifiche di fine anno
| Classifica (1995) | Posizione |
| ----------------- | --------- |
| Canada            | 9         |
| Stati Uniti       | 14        |
| Classifica (1996) | Posizione |
| Australia         | 1         |
| Austria           | 3         |
| Canada            | 1         |
| Germania          | 2         |
| Italia            | 2         |
| Nuova Zelanda     | 1         |
| Paesi Bassi       | 5         |
| Regno Unito       | 1         |
| Stati Uniti       | 1         |
| Svezia            | 2         |
| Svizzera          | 3         |
| Classifica (1997) | Posizione |
| Stati Uniti       | 23        |

### Classifiche di fine decennio
| Classifica (1990–1999) | Posizione |
| ---------------------- | --------- |
| Regno Unito            | 5         |
| Stati Uniti            | 1         |